# Akira Takasaki
Akira Takasaki (高崎 晃) est le guitariste et fondateur des groupes Lazy et Loudness. Il est considéré comme étant le plus grand guitariste du Japon.
Il commence sa carrière musicale en 1977 sous le pseudonyme "Suzy" avec son premier groupe Lazy, aux côtés de Munetaka Higuchi et Hironobu Kageyama. Son style heavy metal n'étant pas compatible avec le groupe, il décide de former Loudness en 1981 avec Higuchi, restant le seul membre permanent du groupe dans les années 1990. En parallèle à Loudness, il sort plusieurs albums en solo, et reforme Lazy en 1998.

## Discographie

### Solo
- 1982 : Tusk Of Jaguar
- 1994 : Ki
- 1996 : Wa
- 2001 : Gene Shaft
- 2002 : Made In Hawaii
- 2004 : Splash Mountain
- 2006 : Osaka Works
- 2006 : Nenriki
- 2007 : Black Brown

### Avec Mari Hamada
- 2010 : Aestetica
- 2012 : Legenda
- 2016 : Mission
- 2018 : Gracia